# Annales Générales d'Horticulture
Annales Générales d'Horticulture (abreviado Ann. Gén. Hort.) fue una revista con ilustraciones y descripciones botánicas que fue editada en Gante (Bélgica). Se publicaron los números 16 al 23 desde el año 1865 hasta 1883, con el nombre de Annales Générales d’Horticulture, incluyendo todo lo relacionado con la jardinería de utilidad y ornamento; cultivo de plantas de invernadero y de exterior; la de hortalizas, árboles frutales y forestales; descripción de las plantas introducidas más recientemente en los jardines; el examen de cuestiones de historia natural , meteorología y la física general que son de interés más directo para la cultura grande y pequeña; conexiones de viaje, etc. Esta revista fue la sucesora de la Revista General de Horticultura .Fue precedida por Journal général d’horticulture.